# 보성강
보성강(寶城江)은 전라남도 보성군 웅치면 용반리의 일림산 선녀샘에서 발원하여 전라남도 곡성군 오곡면 압록리에서 섬진강에 유입되는 전라남도의 강이다. 길이는 120.30km이며, 유역면적은 1,246.70km2이다. 상류에는 보성댐이 축조되어 득량만 간척지 일대에 농업용수를 공급하고 있으며, 중류에는 주암다목적댐이 축조되어 여수, 광양 일대에 공업용수를 공급하고 있다.

## 같이 보기
- 섬진강
- 호남정맥